# Giovanni Maria Artusi

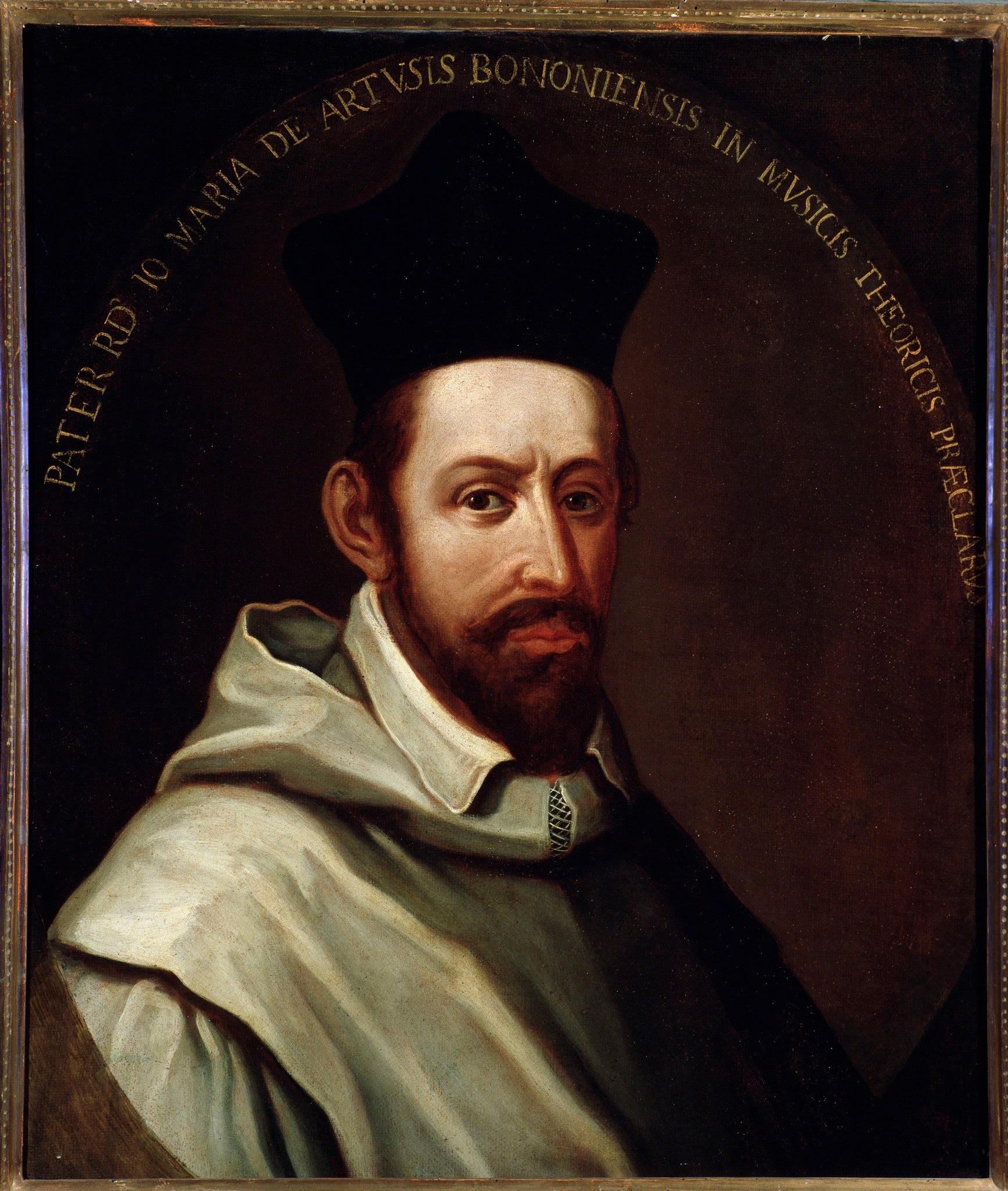
Giovanni Maria Artusi

Giovanni Maria Artusi (* um 1540 in Bologna; † 18. August 1613 ebenda) war ein italienischer Musiktheoretiker, Komponist und Schriftsteller.

## Leben
Artusi war einer der berühmtesten Reaktionäre in der Musikgeschichte, der den um 1600 entwickelten neuen Stil, der die Barockzeit einleiten sollte, strengstens verurteilte. Er war sowohl Schüler als auch Geistlicher der Glaubensgemeinschaft San Salvatore in Bologna und verbrachte dort sein ganzes Leben, das er seinem Lehrer Gioseffo Zarlino (dem führenden Musiktheoretiker des späten 16. Jahrhunderts) widmete. Als Vincenzo Galilei Zarlino im Dialogo von 1581 angriff, verteidigte Artusi seinen Lehrer und dessen Stil.
Die berühmteste Episode in Artusis Leben und in der Geschichte der Musikkritik ereignete sich zwischen 1600 und 1603, als er die Musik eines Komponisten angriff, dessen Namen zu nennen er sich weigerte (es war Claudio Monteverdi). Monteverdi antwortete auf die Vorwürfe Artusis im Vorwort zu seinem 5. Madrigalbuch (1605) mit der Darstellung von zwei Stilen der Musikpraxis, die er prima pratica und seconda pratica nannte: Die prima pratica ist das vorangegangene polyphone Ideal des 16. Jahrhunderts mit seinem fließenden Kontrapunkt, vorbereiteten Dissonanzen und der Gleichwertigkeit der Stimmen. Die seconda pratica ist der neue monodische Stil, der die Sopran- und Bassstimme (Generalbass) hervorhob und außerdem den Beginn der bewussten funktionalen Tonalität darstellt.
Artusi hat nur wenige Kompositionen hinterlassen, die in einem sehr konservativen Stil gehalten sind: ein Buch mit Canzonetten für vier Stimmen (veröffentlicht 1598 in Venedig) und ein Cantate Domino für acht Stimmen (1599).

## Schriften (Auswahl)
- L’arte del contraponto. Venedig 1598; urn:nbn:de:bvb:12-bsb10148091-2.
- L’Artusi, ovvero delle Imperfettioni della moderna Musica. Venedig 1600–1603. Engl. Übs. von Oliver Strunk, in: Source Readings in Music History.  New York, W.W. Norton & Co., 1950.